# Gunnar Olsson (football, 1908)
Pour les articles homonymes, voir Gunnar Olsson.
Olof Gunnar Olsson  est un footballeur international suédois, né le 19 juillet 1908 et mort le 27 septembre 1974. Il évolue au poste d'attaquant au GAIS de la fin des années 1920 au milieu des années 1930.
Il compte six sélections pour un but inscrit en équipe de Suède et dispute la Coupe du monde en 1934.

## Biographie
Gunnar Olsson fait ses débuts en équipe première du GAIS en 1926 et, en fin de saison le club remporte le championnat avec trois points d'avance sur l'IFK Göteborg. Quatre ans plus tard, le club connaît un nouveau succès en championnat puis, termine deuxième en 1932. Lors de cette saison, il est appelé en équipe de Suède et connaît sa première sélection lors d'un match amical disputée à l'extérieur contre la Suisse. Dans cette rencontre perdue sur le score de deux buts à un, Gunnar Olsson inscrit son seul but en sélection.
Deuxième de nouveau du championnat en 1934, il fait partie du groupe qui joue la Coupe du monde en 1934 où, la sélection atteint les quarts de finale. Cet ailier gauche technique voit sa carrière s'interrompre à la suite de problèmes de genoux. Il meurt le 27 septembre 1974

## Palmarès
Gunnar Olsson est auteur de 44 buts en 122 rencontres avec GAIS. Il remporte le titre de champion en 1927 et 1931 et, termine à deux reprises deuxième du championnat avec son club en 1932 et 1934.